# Jean Reynaud
Jean Ernest Reynaud (Lyon, 14 de fevereiro de 1806 – 28 de junho de 1863, Paris) foi um filósofo francês.

## Biografia
Ele estudou no colégio real de Lyon, a conselho de seu tutor Merlin de Thionville, depois ingressou na École Polytechnique e tornou-se engenheiro de minas. Ele se juntou ao movimento sansimoniano e fez parte de seu núcleo dirigente, chamado de "hierarquia de produtores", que incluía seus três líderes, Barthélemy Prosper Enfantin, Saint-Amand Bazard e Olinde Rodrigues, e outros membros importantes do grupo, como Henri Forunel, Abel Transon, Charles Chevalier, Philippe Buchez e Pierre Leroux. Mas, como os dois últimos, ele logo foi muito crítico à conversão progressiva do movimento em uma seita, embora, diferentemente de seu amigo Leroux, permanecesse fiel ao ensino do «mestre» Henri de Saint-Simon. Foi por um tempo adepto das ideias de Saint-Simon, mas não aderiu muito à doutrina posteriormente.
Em 1831, ele publicou Religion saint-simonienne. Prédication sur la constituticon de la propiété, trabalho em que ele adiantou em cinquenta anos a tese apoiada por Engels, seguindo a Lewis Morgan, em A origem da família, da propriedade privada e do Estado de que o nascimento e a extensão da propriedade estavam intimamente ligados à instituição familiar, anterior à formação do Estado.
Nessa obra, ele também denunciou que os privilégios provenientes do nascimento não haviam sido completamente abolidos pela Revolução Francesa e, seguindo o seu "mestre", vinculou religião e trabalho, considerando-o como o maior dom que Deus havia concedido aos homens e como fonte da riqueza, porque sem "os obreiros" não haveria "amos" nem "capitais", portanto deveria formar a base de uma nova organização da sociedade, na qual os "ociosos" não teriam lugar.
É mais digno viver na terra do próprio trabalho do que viver no lazer indolente entre os esplêndidos jardins do Éden; Deus não deu ao homem mãos capazes de trabalhar para puni-lo, mas para que ele tivesse a glória de procurar e criar para si as alegrias materiais, das quais o mundo é uma fonte inesgotável.

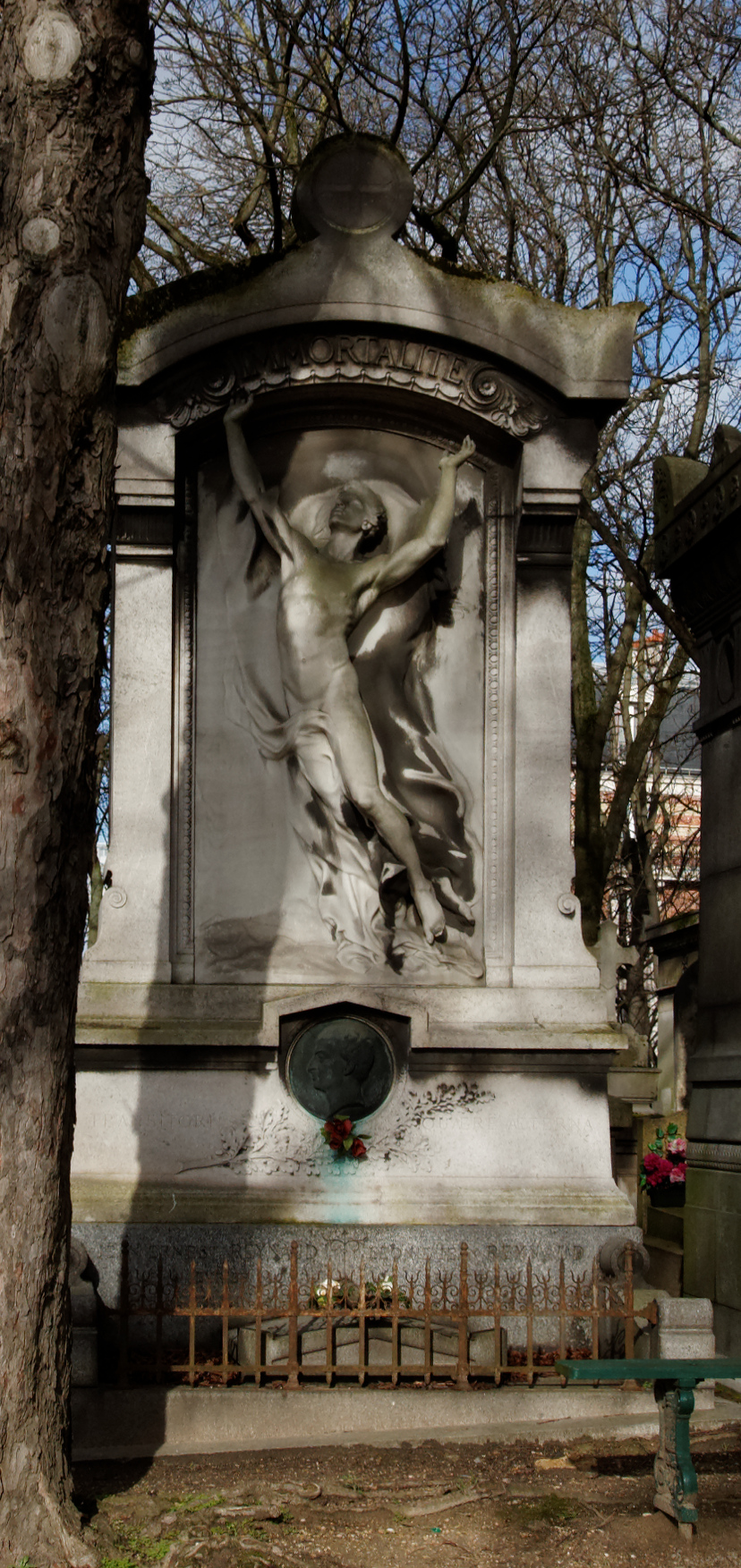
Sepultura de Reynaud no Cemitério Père Lachaise, Paris, com escultura "O Gênio da Imortalidade" por Henri Chapu

Em 1833, ele fundou, com Pierre Leroux, a Encyclopédie nouvelle, na qual ele escreveu vários artigos. Ambos tinham por objetivo atualizar a Enciclopédie de Diderot, com novos conceitos destinados à promoção da reforma social e esclarecimento da população trabalhadora.
Durante a revolução de 1848, ele foi enviado pelos eleitores de Mosela à Assembleia Constituinte. Ele foi subsecretário de Estado da educação pública no ministério Hippolyte Carnot. Na segunda metade de 1848, ele ocupou a cadeira de direito político da efêmera École d'administration. Nomeado Conselheiro de Estado em 1849, ele não ficou muito tempo neste cargo. Ele também foi professor na Escola de minas de Paris e foi substituído após o golpe de Estado de 1851 por Hippolyte de Villeneuve-Flayosc. Fugindo inicialmente para Nice, retirou-se da vida política em exílio íntimo e passou a se dedicar a teorias religiosas.
Sua esposa instituiu um Prêmio Jean Reynaud que a Academia distribuiria.
Ele está enterrado no Cemitério do Père Lachaise (72ª divisão) , em uma tumba adornada com uma alegoria de Chapu e um medalhão de David d'Angers.
Neto de Alexis-Antoine Régny, ele era irmão do famoso engenheiro e arquiteto Léonce Reynaud e do almirante Aimé Reynaud.

## Obras
- Terre et ciel, 1854. Certamente o seu livro mais importante. Reynaud propõe o princípio da preexistência do homem e sua sobrevivência em outros astros. Tomando grande liberdade no contexto religioso da época, Reynaud reviveu uma certa imagem do druidismo, redefiniu a oposição entre anjos e demônios e rejeitou o dogma das penas eternas. Um concílio de bispos reunidos em Périgueux condenou seu livro, que permanece até hoje uma curiosidade filosófica e literária.[10] Nessa obra, propôs também uma doutrina de reencarnação, e ela ingressou no Índex dos Livros Proibidos; Allan Kardec reconheceu-o como um precursor das ideias espíritas.[11]
- Considérations sur l'esprit de la Gaule, 1847. O trabalho foi retirado do artigo druidismo na « Encyclopédie nouvelle ».
- Discours sur la condition physique de la terre, 1840. Outro trecho da « Encyclopédie nouvelle ».
- Choix de lettres, 1861. Cartas escritas por Merlin de Thionville, com a vida de Merlin como prefácio.
- Œuvres choisies, lectures variées, 1865.
- Histoire élémentaire des minéraux usuels, Paris, Hachette, coll. « La Bibliothèque des merveilles », 1867, 2e éd.
- Mémoire sur la constitution géologique de la Corse, [Paris], Société géologique de France, 1833 (online [arquivo])